# کوپفرتسل
کوپفرتسل (به آلمانی: Kupferzell) یک شهر در آلمان است که در هوهنلوهه واقع شده‌است. کوپفرتسل ۵٬۷۶۸ نفر جمعیت دارد.